# Венгрия на летних Олимпийских играх 1960
Венгрия принимала участие в летних Олимпийских играх 1960 года в Риме в 13-й раз за свою историю. Страну представили 180 спортсменов в 18 видах спорта. Команда завоевала 21 медаль.

## Медалисты
| Медаль  | Спортсмен | Вид спорта                  | Дисциплина                                    |
| ------- | --- | --------------------------- | --------------------------------------------- |
| Золото  | Дьюла Тёрёк | Бокс                        | Мужчины, до 51 кг                             |
| Золото  | Янош Парти | Гребля на байдарках и каноэ | Мужчины, каноэ-одиночка, 1000 м               |
| Золото  | Ференц Немет | Современное пятиборье       | Мужчины, личное первенство                    |
| Золото  | Андраш Бальцо Имре Надь Ференц Немет | Современное пятиборье       | Мужчины, командное первенство                 |
| Золото  | Рудольф Карпати | Фехтование                  | Мужчины, сабля, личное первенство             |
| Золото  | Аладар Геревич Габр Дельнеки Рудольф Карпати Пал Ковач Тамаш Менделеньи Золтан Хорват | Фехтование                  | Мужчины, сабля, командное первенство          |
| Серебро | Имре Пойяк | Борьба                      | Мужчины, греко-римская борьба, до 62 кг       |
| Серебро | Имре Сёллёши | Гребля на байдарках и каноэ | Мужчины, байдарка-одиночка, 1000 м            |
| Серебро | Дьёрдь Месарош Андраш Сенте | Гребля на байдарках и каноэ | Мужчины, байдарка-двойка, 1000 м              |
| Серебро | Имре Кемечеи Дьёрдь Месарош Андраш Сенте Имре Сёллёши | Гребля на байдарках и каноэ | Мужчины, эстафета байдарок-одиночкек, 4×500 м |
| Серебро | Дьюла Живоцки | Лёгкая атлетика             | Мужчины, метание молота                       |
| Серебро | Имре Надь | Современное пятиборье       | Мужчины, личное первенство                    |
| Серебро | Золтан Хорват | Фехтование                  | Мужчины, сабля, личное первенство             |
| Серебро | Лидия Дёмёльки Дьёрди Марвалитц Магда Ньяри Ильдико Рейтё Каталин Юхас | Фехтование                  | Женщины, рапира, командное первенство         |
| Бронза  | Отто Борош Золтан Дёмётёр Дежё Дьярмати Ласло Йеней Тивадар Канижа Дьёрдь Карпати Андраш Катона Янош Конрад Михай Майер Кальман Марковитц Петер Рушоран Иштван Хевеши                               | Водное поло                 | Мужчины                                       |
| Бронза  | Андраш Тёрё Имре Фаркаш | Гребля на байдарках и каноэ | Мужчины, каноэ-двойка, 1000 м                 |
| Бронза  | Клара Банфальви Вильма Эгреши | Гребля на байдарках и каноэ | Мужчины, байдарка-двойка, 500 м               |
| Бронза  | Гергей Кульчар | Лёгкая атлетика             | Мужчины, метание копья                        |
| Бронза  | Иштван Рожавёльдьи | Лёгкая атлетика             | Мужчины, 1500 м                               |
| Бронза  | Дьёзё Вереш | Тяжёлая атлетика            | Мужчины, до 75 кг                             |
| Бронза  | Флориан Альберт Пал Вархиди Оскар Вилежал Енё Дальноки Золтан Дудаш Янош Дунаи Лайош Фараго Янош Гёрёч Ференц Ковач Дежё Новак Пал Орос Тибор Пал Дьюла Ракоши Эрнё Соймоши Габор Тёрёк Имре Шатори | Футбол                      | Мужчины                                       |